# 岡田芽依
岡田 芽依（おかだ めい、英語: Mei Okada、2010年4月22日 - ）は、日本のフィギュアスケート選手（女子シングル）。
愛知県名古屋市出身。名東FSC所属。西尾市立吉良中学校在学中。
主な戦績は、2024年ジュニアグランプリシリーズスロベニア大会3位、2024年ジュニアグランプリシリーズタイ大会3位、2024年全国中学校スケート大会優勝など。

## 経歴
浅田真央のファンだった母の勧めで、5歳からフィギュアスケートを始める。

### ノービス時代

#### 2020-2021シーズン
2020年全日本ノービス選手権Bクラスで20位となった。

#### 2021-2022シーズン
2021年全日本ノービス選手権Aクラスで34位となった。

#### 2022-2023シーズン
2022年全日本ノービス選手権Aクラスで7位となった。

### ジュニア時代

#### 2023-2024シーズン
所属をポラリス中部FSCから名東FSCに変更した。

全日本ジュニア選手権で14位となった。

2024年全国中学校スケート大会で優勝した。SP4位からFS1位の逆転優勝だった。

#### 2024-2025シーズン
岡田にとってグランプリシリーズデビュー戦だったISUジュニアグランプリシリーズ第3戦タイで王一涵、髙木謠に次いで3位に入賞した。続いて第6戦スロベニアでもソフィー・ジョリン・フォン・フェルテン、シン・ジアに次いで3位に入賞した。2戦とも表彰台入りしたがファイナル進出はならなかった。
全日本ジュニア選手権で8位となった。

推薦出場した全日本選手権で18位となった。
2025年全国中学校スケート大会で6位となった。連覇が期待されたがSPでは得点源の3ルッツ+3トウで減点され点数が伸びず5位スタートとなる。FSではシーズン終盤の大会ながら来季に向けての新プログラムを披露するも、滑り込みが足りずジャンプなどでミスが目立ち6位、総合順位は6位となった。

## 競技成績

### ISUパーソナルベストスコア
- SP - ショートプログラム、FS - フリースケーティング
- TSS - 部門内合計得点（英: Total segment score）は太字
- TES - 技術要素点（英: Technical element score）、PCS - 演技構成点（英: Program component score）

| 部門 | 種類 | 得点   | 大会                    |
| ---- | ---- | ------ | ----------------------- |
| 総合 | TSS  | 190.93 | 2024年JGPスロベニア大会 |
| SP   | TSS  | 68.34  | 2024年JGPスロベニア大会 |
| SP   | TES  | 39.30  | 2024年JGPスロベニア大会 |
| SP   | PCS  | 29.04  | 2024年JGPスロベニア大会 |
| FS   | TSS  | 122.59 | 2024年JGPスロベニア大会 |
| FS   | TES  | 64.60  | 2024年JGPスロベニア大会 |
| FS   | PCS  | 57.99  | 2024年JGPスロベニア大会 |

### 主な戦績
- JGP - ISUジュニアグランプリシリーズ
- J - ジュニアクラス
- N - アドバンスドノービスクラス、A - ノービスAクラス、B - ノービスBクラス

| 大会名               | 2021–22 | 2022–23 | 2023–24 | 2024–25 |
| -------------------- | ------- | ------- | ------- | ------- |
| 世界ジュニア選手権   |         |         |         |         |
| JGP ファイナル       |         |         |         |         |
| JGP スロベニア大会   |         |         |         | 3位     |
| JGP タイ大会         |         |         |         | 3位     |
| 全日本選手権         |         |         |         | 18位    |
| 全日本ジュニア選手権 |         |         | 14位    | 8位     |
| 全日本ノービス選手権 | 34位 A  | 7位 A   |         |         |

### 詳細
- マークが付いている大会は国際スケート連盟公認の国際大会
- パーソナルベストは太字で表示

| 2024-2025 シーズン    |                                                      |          |           |           |
| 開催日                | 大会名                                               | SP       | FS        | 結果      |
| 2025年2月2日 - 4日    | 2024年全国中学校スケート大会（長野）                 | 5 58.71  | 6 107.26  | 6 165.97  |
| 2024年12月19日 - 22日 | 第93回全日本フィギュアスケート選手権（門真）         | 16 61.28 | 19 118.48 | 18 179.76 |
| 2024年11月15日 - 17日 | 第93回全日本フィギュアスケートジュニア選手権（広島） | 21 49.72 | 3 124.79  | 8 174.51  |
| 2024年10月2日 - 5日   | ISUジュニアグランプリ スロベニア大会（リュブリャナ） | 2 68.34  | 3 122.59  | 3 190.93  |
| 2024年9月11日 - 14日  | ISUジュニアグランプリ タイ大会（バンコク）           | 3 57.58  | 4 118.78  | 3 175.96  |

| 2023-2024 シーズン    |                                                      |          |           |           |
| 開催日                | 大会名                                               | SP       | FS        | 結果      |
| 2024年2月3日 - 6日    | 2024年全国中学校スケート大会（長野）                 | 4 57.60  | 1 118.73  | 1 176.33  |
| 2023年11月17日 - 19日 | 第92回全日本フィギュアスケートジュニア選手権（大津） | 16 51.41 | 14 101.58 | 14 152.99 |

| 2022-2023 シーズン    |                                                        |    |         |         |
| 開催日                | 大会名                                                 | SP | FS      | 結果    |
| 2022年10月21日 - 23日 | 第26回全日本フィギュアスケート選手権 ノービスA（札幌） |    | 7 81.68 | 7 81.68 |

| 2021-2022 シーズン    |                                                        |    |          |          |
| 開催日                | 大会名                                                 | SP | FS       | 結果     |
| 2021年10月22日 - 24日 | 第25回全日本フィギュアスケート選手権 ノービスA（大津） |    | 34 58.26 | 34 58.26 |

| 2020-2021 シーズン    |                                                        |    |          |          |
| 開催日                | 大会名                                                 | SP | FS       | 結果     |
| 2020年10月24日 - 25日 | 第24回全日本フィギュアスケート選手権 ノービスB（前橋） |    | 20 54.38 | 20 54.38 |

## プログラム使用曲
| シーズン  | SP                                                             | FS                                                                    | EX |
| --------- | -------------------------------------------------------------- | --------------------------------------------------------------------- | -- |
| 2024-2025 | Unusual Way, Be Italian（NINE） 曲：Maury Yeston 振付:宮本賢二 | マレフィセント 振付:若松詩子                                          |    |
| 2023-2024 | Baby Face 振付:若松詩子                                        | マレフィセント 振付:若松詩子                                          |    |
| 2022-2023 |                                                                | Confident 振付:須山愛子                                               |    |
| 2021-2022 |                                                                | Bare Necessities 振付:須山愛子                                        |    |
| 2020-2021 |                                                                | 映画「ジャングルブック」より 「ザ・ベアー・ネセシティ」 振付:須山愛子 |    |